# Филошенка
Филошенка — село в Венгеровском районе Новосибирской области. Административный центр Филошенского сельского поселения.

## География
Село находится на берегу реки Арынцас (приток реки Тартас). Площадь села — 56 гектаров.

## История
Официально самый старый населённый пункт из существующих в Новосибирской области (основан в 1418 году).

## Население
| 1996 | 2002 | 2007 | 2010 |
| ---- | ---- | ---- | ---- |
| 409  | ↘263 | ↘202 | ↘157 |

## Инфраструктура
В селе расположены Дом культуры, средняя школа, памятник воинам погибшим в Великой Отечественной войне.